# روباه پیر (فیلم)
روباه پیر (چینی: 老肖; پین‌یین: lǎo hú li) یک فیلم درام محصول ۲۰۲۳ به کارگردانی هسیائو یا چوان است‌. این فیلم درباره پسر جوانی است که با صاحبخانه‌اش، ملقب به روباه پیر، دوست می‌شود و داستان جامعه تایوان به سرعت در حال تغییر در اواخر دهه ۱۹۸۰ را روایت می‌کند. بازیگران شامل بای ران یین، لیو کوآن تینگ، آکیو چن، موگی کادواکی و یوگنی لیو هستند.  این فیلم به مادر کارگردان تقدیم شده است.
این فیلم برای اولین بار در ۲۷ اکتبر ۲۰۲۳ در سی و ششمین جشنواره بین المللی فیلم توکیو نمایش داده شد.این فیلم در ۲۴ نوامبر ۲۰۲۳ در تایوان اکران شد. در شصتمین جوایز اسب طلایی، این فیلم هفت نامزدی دریافت کرد و چهار جایزه اصلی را دریافت کرد: بهترین کارگردان طلایی ، جایزه اسب برای بهترین موسیقی متن، بهترین گریم و طراحی لباس و بهترین بازیگر نقش مکمل مرد (برای آکیو چن).

## طرح
در سال ۱۹۸۹ ، زمانی که جامعه تایوانی در حال تجربه تغییرات سریع است، (لیائو تای لای) پدری مجرد است که در یک رستوران کار می کند. او و پسر ۱۱ ساله اش لیائو جی، قهرمان فیلم، با هم در یک خانه اجاره ای زندگی می کنند. آنها سخت کار می کنند تا پول خود را پس انداز کنند به این امید که خودشان خانه ای بخرند. پدرش اگرچه از نظر اجتماعی آسیب دیده است، اما مردی با ملاحظه است که به وظایف خود پایبند است و برای کسب درآمد صادقانه تلاش می کند.اگرچه خرید خانه هدف پدرش است، اما این امید نیروی محرکه قوی تری در پسرش لیائو جی ایجاد می کند.
یک روز به طور اتفاقی، پسر با صاحبخانه اش، رئیس زی، که به "روباه پیر" نیز معروف است، ملاقات می کند.رئیس زی که یک سرمایه دار باهوش و حیله گر مرکز خرید است، بازتاب گذشته خود را در پسر می بیند.او به پسر می آموزد که چگونه یک مرد قوی شود و چگونه از نابرابری برای موفقیت استفاده کند.  رویکرد رئیس زی که یک واقع‌گرای بی‌رحم است، روی طرز فکر پسر تأثیر می‌گذارد. لیائو جی، که از ناامیدی و قلدری رنج می برد، چگونه اجازه می دهد نظرات روشنگر فاکس پیر بر وضعیت ذهنی و رفتار او تأثیر بگذارد؟برای پسر، او مجبور شد خیلی سریعتر از همسالانش بزرگ شود. چهره ای که او به آن نگاه می کرد همیشه پدر سخت کوشش بود. به طور غیرمنتظره ای، ظاهر رئیس زی پدرش را به چالش می کشد.
پسر با انتخاب بین فقر و ثروت، بین ارزش های صداقت و فریب روبروست.پسری که مشتاق قوی تر شدن است و مشتاق ثروت است چگونه انتخاب می کند؟ آیا آنها انتخاب می کنند که به وجدان خود وفادار باشند یا در برابر واقعیت تعظیم کنند؟ این سوال پدر و پسر را به درگیری بین واقعیت های خشن جهان و سادگی سنت های آن تقسیم می کند.
این فیلم تحول یک کودک را از پیروی از قوانین به عبور تدریجی از مرزهای اخلاقی نشان می دهد. با گذشت زمان، مخاطب ترس لیائو جی آی را در اولین ملاقات با رئیس زی، پذیرش بعدی او و در نهایت به خود شک و تردید و بازگشت به ارزش های پدرش می بیند.

## بازیگران
- بای ران یین در نقش لیائو جی
- لیو کوآن-تینگ در نقش لیائو تای لای
- آکیو چن در نقش رئیس زی (روباه پیر)
- یوژنی لیو در نقش لین چن-چن
- موگی کادواکی به عنوان یانگ جان
- جاگ هوانگ

## رهایی
روباه پیر برای نمایش در بخش جهانی تمرکز (رنسانس سینمای تایوان) در سی و ششمین جشنواره بین‌المللی فیلم توکیو انتخاب شد.جایی که این فیلم اولین نمایش جهانی خود را در ۲۷ اکتبر ۲۰۲۳ داشت.این فیلم در ۲۴ نوامبر ۲۰۲۳ در تایوان اکران شد.

## تمجیدها
| جایزه                          | تاریخ برگزاری مراسم | دسته بندی                        | گیرنده(s)                                                    | نتیجه    | منبع  |
| ------------------------------ | ------------------- | -------------------------------- | ------------------------------------------------------------ | -------- | ----- |
| جشنواره و جوایز فیلم اسب طلایی | ۲۵ نوامبر ۲۰۲۳      | جایزه اسب طلایی بهترین کارگردانی | هسیائو یا چوان                                               | برنده    | [ ۸ ] |
| جشنواره و جوایز فیلم اسب طلایی | ۲۵ نوامبر ۲۰۲۳      | بهترین بازیگر نقش مکمل مرد       | آکیو چن                                                      | برنده    | [ ۸ ] |
| جشنواره و جوایز فیلم اسب طلایی | ۲۵ نوامبر ۲۰۲۳      | بهترین گریم و طراحی لباس         | وانگ چی چنگ, شرلی کائو                                       | برنده    | [ ۸ ] |
| جشنواره و جوایز فیلم اسب طلایی | ۲۵ نوامبر ۲۰۲۳      | بهترین موسیقی فیلم اصلی          | کریس هو                                                      | برنده    | [ ۸ ] |
| جشنواره و جوایز فیلم اسب طلایی | ۲۵ نوامبر ۲۰۲۳      | بهترین بازیگر نقش مکمل زن        | یوجنیا لیو                                                   | نامزدشده | [ ۹ ] |
| جشنواره و جوایز فیلم اسب طلایی | ۲۵ نوامبر ۲۰۲۳      | بهترین کارگردانی هنری            | وانگ چی چنگ, یو لی ون                                        | نامزدشده | [ ۹ ] |
| جشنواره و جوایز فیلم اسب طلایی | ۲۵ نوامبر ۲۰۲۳      | بهترین آهنگ اورجینال فیلم        | آهنگساز: کریس هو ، ترانه: هسو هوی -تینگ، اجرا کننده: نیروگاه | نامزدشده | [ ۹ ] |